# Neerbeek
Neerbeek (en limbourgeois Nirbik) est un village néerlandais situé dans la commune de Beek, dans la province du Limbourg néerlandais. Le 1er janvier 2005, le village comptait 2 580 habitants.